# Karen Vega
Karen Vega es una modelo mexicana de Oaxaca. En julio del 2021 saltó a la fama al aparecer en la edición de julio de Vogue México, convirtiéndose en la primera modelo oaxaqueña en hacerlo en la historia de la publicación.

## Carrera como modelo
La carrera de modelo profesional de Vega comenzó cuando el diseñador de moda oaxaqueño, Pompi García, le pidió que fuera parte de su producción «Realismo Mágico» en la ciudad de Oaxaca.
Actualmente, Vega está representada por la agencia de modelos Talento Espina, que es una agencia boutique que representa a modelos tanto masculinos como femeninos en el sur de México. Ha aparecido en Vogue México varias veces, la más reciente en septiembre de 2021, cuando apareció junto con la modelo indígena mexicano-estadounidense Haatepah (también conocida como Coyotl).
Al hablar de la representación de los indígenas en la alta costura, Vega afirmó: «Siento que [la industria del modelaje] está cambiando y por eso estoy aquí, pero aún falta un poco para que las mujeres del sur también sean tenidas en cuenta por igual. En esta parte de México es difícil lograr lo que piden o el tipo de belleza que buscan en la mayoría de los castines. […] Hay estándares muy altos para modelar en México y muchos de nosotros no tenemos la talla, la altura o el color de piel».